# Candidula olisippensis
Candidula olisippensis е вид охлюв от семейство Hygromiidae. Видът не е застрашен от изчезване.

## Разпространение и местообитание
Разпространен е в Португалия.
Обитава гористи местности, ливади и дюни.